# 3番街-138丁目駅
3番街-138丁目駅（3ばんがい-138ちょうめえき、英: Third Avenue–138th Street）はニューヨーク市地下鉄IRTペラム線の駅である。ブロンクス区モット・ヘイヴンの東138丁目と3番街の交差点と東138丁目とアレクサンダー・アベニューの交差点間に位置し、6系統が終日、<6>系統がラッシュ時混雑方向のみ停車する。

## 歴史
駅は1918年8月1日にIRTレキシントン・アベニュー線からの延長線という形で当駅までペラム線が建設された際に開業した。駅にはレキシントン・アベニュー線からの緩行列車が乗り入れていた。駅は1919年1月7日にペラム線がハンツ・ポイント・アベニュー駅へ延伸されるまで同路線のターミナル駅であった。
駅はMTA2015年-2019年投資計画の一環として地下鉄の他30駅と共に改装される。改装期間中は最大6ヶ月間は駅は営業が休止される。改装工事ではWi-Fiや携帯端末充電所の設置、案内看板や照明の更新が行われる予定である。しかし、この改装工事は資金不足のため2020年-2024年投資計画まで延期されている。また、2019年発表のMTA2020-2024年投資計画においてエレベーターの設置が計画されている。

## 駅構造
| G          | 地上階                                   | 出入口 |
| M          | 改札階                                   | 改札口、駅員詰所、メトロカード自動券売機 |
| P ホーム階 | 南行緩行線                               | ← ブルックリン・ブリッジ-シティ・ホール駅行き（125丁目駅）                                                                                     |
| P ホーム階 | 島式ホーム、到着番線に応じた側の扉が開く | |
| P ホーム階 | 急行線                                   | ← 平日午前：ブルックリン・ブリッジ-シティ・ホール駅行き（125丁目駅） → 平日午後：ペラム・ベイ・パーク駅行き（ハンツ・ポイント・アベニュー駅）→ |
| P ホーム階 | 島式ホーム、到着番線に応じた側の扉が開く | |
| P ホーム階 | 北行緩行線                               | → 平日午後以外：ペラム・ベイ・パーク駅行き（ブルック・アベニュー駅）→ 平日午後：パークチェスター駅行き（ブルック・アベニュー駅）→              |

駅は島式ホーム2面3線の地下駅で、緩行線に6系統、急行線に<6>系統が停車する。また、平日朝ラッシュ時の南行6系統2本に限り当駅始発で運転されている。
駅はペラム線の南側終点駅であり、西へ向かうとIRTジェローム・アベニュー線が合流しハーレム川を潜ってマンハッタン区に入り、IRTレキシントン・アベニュー線125丁目駅に到着する。

### 出入口

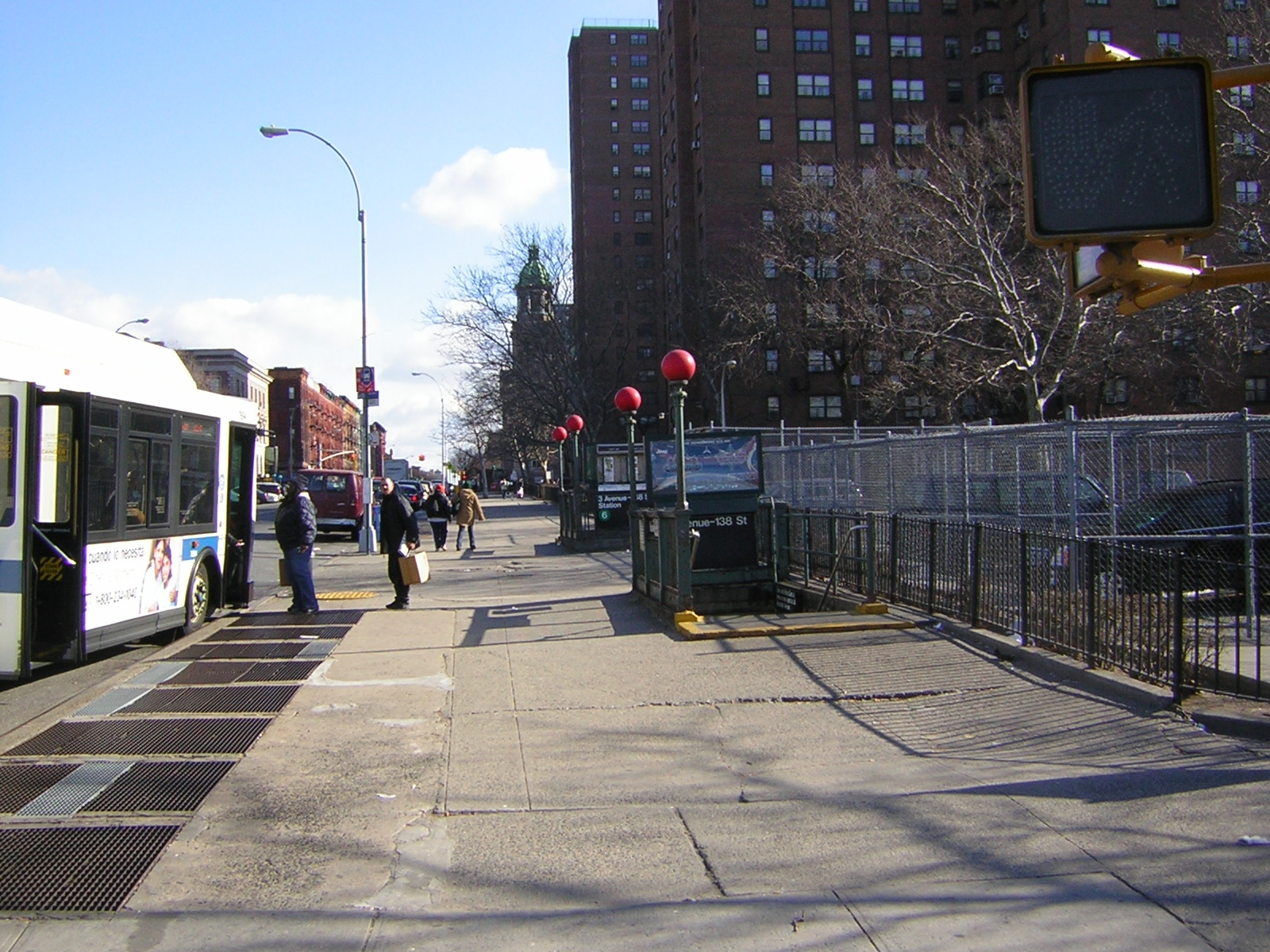
入口

| 場所                                              | 数  | 備考     |
| ------------------------------------------------- | --- | -------- |
| 東138丁目と3番街の交差点北東                      | 1本 | 入場のみ |
| 東138丁目と3番街の交差点南東                      | 2本 | 入場のみ |
| 東138丁目とアレクサンダー・アベニューの交差点北西 | 2本 |          |
| 東138丁目とアレクサンダー・アベニューの交差点南西 | 2本 |          |